# Колонія-Тирнава
Колонія-Тирнава (рум. Colonia Târnava) — село у повіті Сібіу в Румунії. Входить до складу комуни Тирнава.
Село розташоване на відстані 235 км на північний захід від Бухареста, 40 км на північ від Сібіу, 89 км на південний схід від Клуж-Напоки, 114 км на північний захід від Брашова.

## Населення
За даними перепису населення 2002 року у селі проживали 659 осіб.
Національний склад населення села:
| Національність | Кількість осіб | Відсоток |
| -------------- | -------------- | -------- |
| румуни         | 561            | 85,1%    |
| цигани         | 47             | 7,1%     |
| угорці         | 38             | 5,8%     |
| німці          | 13             | 2,0%     |

Рідною мовою назвали:
| Мова      | Кількість осіб | Відсоток |
| --------- | -------------- | -------- |
| румунська | 593            | 90,0%    |
| угорська  | 28             | 4,2%     |
| циганська | 25             | 3,8%     |
| німецька  | 13             | 2,0%     |